# Tot
Tot és un concepte que s'oposa al no-res i que inclou la globalitat dels ens. Per això a vegades s'usa com a sinònim d'existència, o de conjunt d'éssers existents. També pot referir-se al món o a l'univers, com a marcs coneguts que englobarien aquests éssers. Si s'empra en sentit metafísic, pot ser alhora sinònim d'absolut o de la divinitat (els atributs de la qual sovint passen per saber-ho i poder-ho tot). Si s'accepta la realitat dels pensaments i idees abstractes, el tot també inclou conceptes imaginaris, invencions i projeccions de futur.
Una de les aspiracions històriques del coneixement humà és arribar a entendre-ho tot, tant el concepte en si com les coses que inclogui, és a dir, arribar al saber total. Per això s'intenten establir teories comprensives que uneixin les diferents aportacions de la ciència i altres formes de saber, entre les quals destaca la teoria del tot de la física, un postulat que va més enllà de la teoria de camp unificat.